# Josephskirche (Künzelsau)

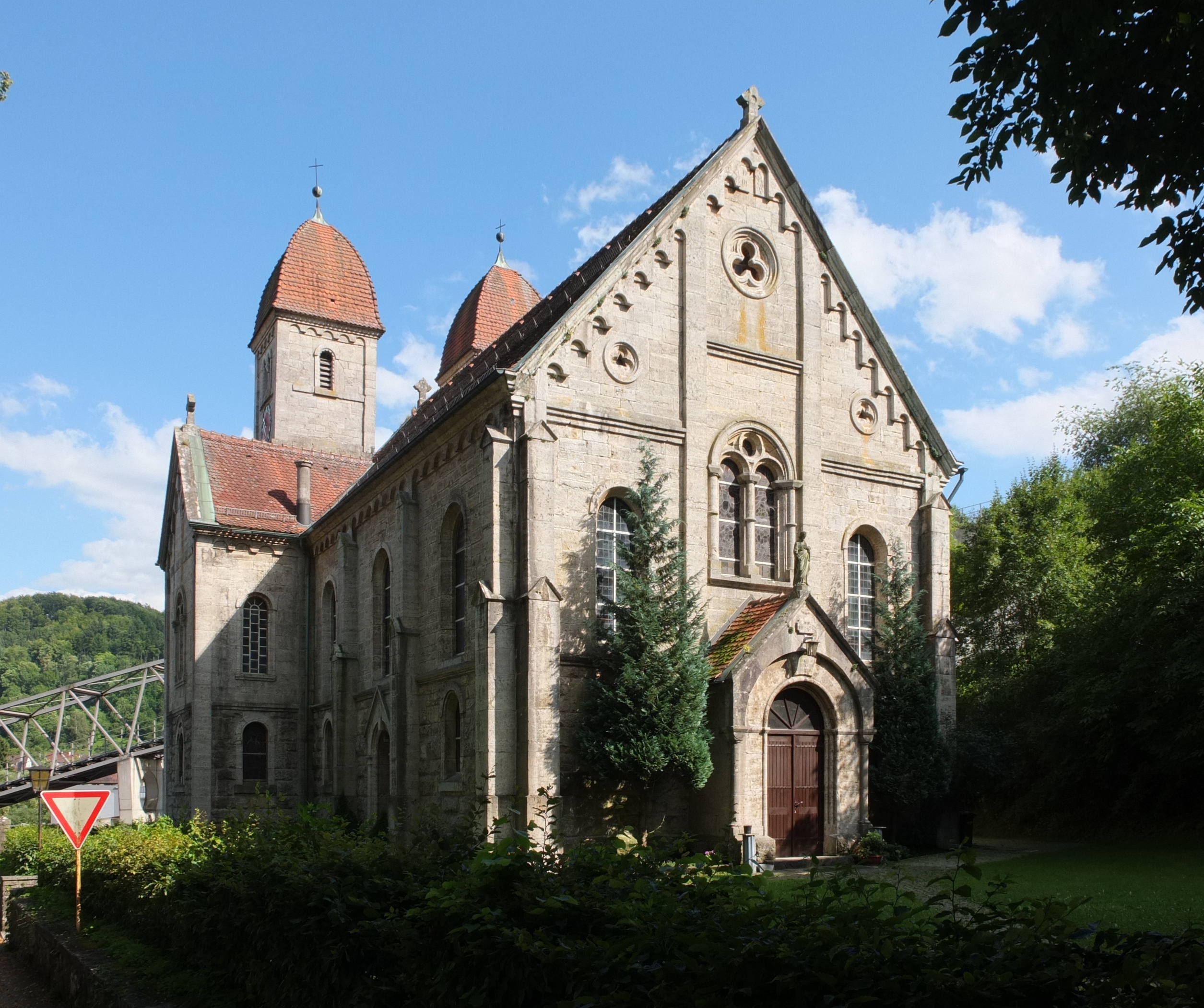
Josephskirche in Künzelsau

Die römisch-katholische Josephskirche ist ein geschütztes Kulturdenkmal nach dem Denkmalschutzgesetz. Sie steht in Künzelsau, der Kreisstadt des Hohenlohekreises in Baden-Württemberg. Die Kirchengemeinde gehört zum Dekanat Hohenlohe der Diözese Rottenburg-Stuttgart. Sie wird von der griechisch-orthodoxen Kirchengemeinde mitgenutzt.

## Beschreibung
Die neuromanische Saalkirche aus Quadermauerwerk wurde 1912 nach Plänen von Georg Kern vollendet. Sie besteht aus dem Langhaus, an das sich östlich ein Querschiff mit Doppelturmfassade und drei Apsiden anschließt.
Die Orgel wurde 1925 von Reiser Orgelbau errichtet.